# Оболенский, Николай Владимирович
(Князь) Николай Владимирович Оболенский (1927—2009) — российский архитектор, доктор технических наук, профессор, заслуженный архитектор России. 

## Биография
Представитель княжеского рода Оболенских. Отец Владимир Васильевич (1890—1937), сын московского вице-губернатора князя В. В. Оболенского (1846—1890), был расстрелян в 1937 году. Мать Варвара Александровна (урождённая графиня Гудович; 1900—1937) также репрессирована и погибла в ГУЛАГе.
В 1950 году Николай Оболенский окончил Московский архитектурный институт, дипломный проект крытого стадиона в Москве был отмечен первой премией Союза архитекторов СССР.
С 1950 года работал в Институте проектирования высших учебных заведений (ГИПРОВУЗ). Член Союза архитекторов СССР. Защитил кандидатскую («Метод расчета инсоляции и естественного освещения зданий в южных районах: на примере высших учебных заведений», 1965) и докторскую («Светотехнические аспекты инсоляции и солнцезащиты в строительстве», 1983) диссертации в Академии архитектуры СССР, одновременно заведовал лабораторией архитектурной климатологии и светотехники в Научно-исследовательском институте строительной физики (НИИСФ) Госстроя СССР.
В 1982—1997 годах — заведующий кафедрой архитектурной физики Московского архитектурного института, профессор (1983).
С 1988 года — первый заместитель руководителя-главный архитектор Московской государственной вневедомственной экспертизы при правительстве Москвы. Почётный член Российской академии архитектуры и строительных наук.
Похоронен в Москве на Троекуровском кладбище.

## Проекты
Участвовал в проектировании и строительстве 15 крупных объектов.
- Институт гражданской авиации в Киеве (1956)
- Технологический институт в Рангуне (1958, Бирма)
- Политехнический институт в Ханое (1961, Вьетнам)
- Институт строительной физики в Москве (1978) и другие.

Принимал участие в конкурсных проектах — Сухарева, Манежная (I и II премии), Боровицкая и Рижская площади в Москве, памятник В. И. Баженову (диплом Российской академии художеств).

## Научные труды
Опубликовал свыше 130 научных работ.
- Архитектура и солнце. — М.: Стройиздат, 1988. — 205 с.
- Архитектурная физика (учебник для ВУЗов). — М.: Стройиздат, 2007. — 441 с. (в соавт.)
- Естественное освещение и инсоляция зданий
- Архитектурное освещение центральной части и исторических зон Москвы
- Архитектурная экология
- Язык света в архитектуре

и другие.